# (5574) Seagrave
Pour les articles homonymes, voir Seagrave.
(5574) Seagrave est un astéroïde de la ceinture principale.

## Description
(5574) Seagrave est un astéroïde de la ceinture principale. Il fut découvert le 20 mars 1984 à l'Observatoire Kleť par Zdeňka Vávrová. Il présente une orbite caractérisée par un demi-grand axe de 2,64 UA. Il présente une excentricité de 0,11 et une inclinaison de 14,0° par rapport à l'écliptique, sa période de rotation est de 4,6641 heures, son albédo est de 0,297.

## Compléments